# Goat Simulator
Goat Simulator este un joc de acțiune third-person dezvoltat de Coffee Stain Studios. A fost lansat pentru prima dată la data de 1 aprilie 2014, pentru Microsoft Windows, prin intermediul serviciului online Steam, cu portări pe Mac OS X și Linux fiind lansate la 27 iunie 2014. Versiunile de iOS și Android au fost lansate la 17 septembrie 2014. Cele pentru Xbox 360 și Xbox One au fost lansate la 17 aprilie 2015, iar pentru PlayStation 3 și PlayStation 4 la 11 august 2015; aceste portări au fost făcute cu ajutorul studiourilor Double Eleven.
Jocul a fost comparat de dezvoltator cu jocurile de skateboard, dar în care jucătorul controlează o capră în scopul de a face cât mai multe pagube în cadrul hărții open-world, fără alte scopuri mai mari. Inițial, jocul s-a dezvoltat ca o glumă, dar videoclipurile încărcate pe YouTube cu jocul în stadiul alpha au fost primite cu atenție și entuziasm. Studioul a decis să continue jocul și să păstreze bugurile și glichurile care fac jocul amuzant.
Jocul a fost primit cu recenzii mixte; unii critici au apreciat titlul pentru umorul și interfața sandbox cu care se poate experimenta, în timp ce alții au criticat dependența jocului de rețelele de socializare pentru a populariza ceea ce altfel ar fi fost un proiect simplu și cu buguri.

## Jocul

În Goat Simulator, jucătorul adună puncte distrugând orașul. În acest caz, capra este lovită de o mașină în timp ce linge un om, a cărui gât se strâmbă în urma loviturii.

În Goat Simulator, jucătorul preia controlul unei capre dintr-o perspectivă third-person. El este liber să exploreze lumea jocului, formată din mai multe orașe, capra fiind capabilă să sară, să alerge, să spargă lucruri și să le lingă. Odată ce capra linge lucrurile, ele se lipesc de limba acesteia, permițând jucătorul să care obiectele până când le dau drumul. În orice moment, jucătorul poate lăsa capra să intre în modul ragdoll, caz în care fizica jocului preia controlul, și mai poate intra în modul slow-motion. Capra mai poate face și cascadorii precum săritul pe trambuline sau lansarea caprei în aer, prin intermediul unor ventilatoare mari. Jocul are un sistem de ținere a scorului similar cu cel al jocurilor Tony Hawk's Pro Skater, în care trucurile și acțiunile întreprinse aduc puncte. Combinarea de scamatorii multiplică scorul. Jocul are mai multe obiective care pot fi îndeplinite, precum atingerea unei anumite înălțimi, completarea de rostogoliri în aer, sau distrugerea anumitor obiecte, dar jucătorul nu este obligat să le urmeze.
În lumea jocului sunt ascunse mai multe statuete din aur sub formă de capră. Colecționându-le, jucătorul are acces la noi caracteristici în joc, precum schimbarea caprei într-una demonică, într-o girafă, un struț, precum și adăugarea unui jetpack în spatele caprei care poate fi activat în orice moment. Mai multe easter eggs sunt ascunse în lumea jocului, precum un castel în care capra poate deveni „Regina tuturor Caprelor”. Capra poate căpăta și mișcări asemănătoare cu cele ale lui Sonic, precum atacul prin rostogolire Dezvoltatorul șef al jocului, Armin Ibrisagic, a declarat după lansare că locația jocului este o parodie după conceptul de purgatoriu, cuprinzând mai multe referințe la rai și iad. Ibrisagic a mai menționat că a mai inclus anumite elemente bazate pe Revoluția ucraineană din 2014.

## Dezvoltare

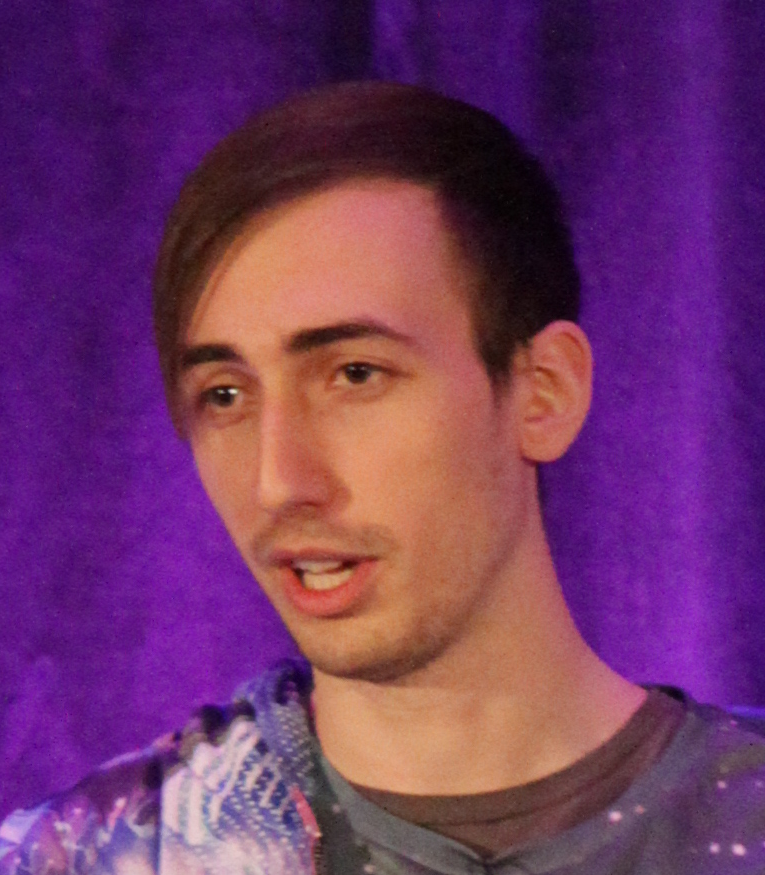
Designerul de jocuri video Armin Ibrisagic prezentând Goat Simulator la GDC 2016

Goat Simulator a început ca un prototip făcut în glumă după o sesiune de game jam de o lună ținută de Coffee Stain Studios în ianuarie 2014, după finalizarea jocului Sanctum 2. Armin Ibrisagic a declarat despre Goat Simulator că este „un joc de skating de modă veche, cu excepția faptului că, în loc de skater, ești o capră, și în loc să faci trucuri, distrugi lucruri”. Inițial, jocul se dorea a fi o variantă a QWOP, în care jucătorul poate controla membrele caprei separat, cu ajutorul tastelor. Acest concept a fost respins în favoarea stilului de joc Tony Hawk's Pro Skater. Ibrisagic a ales o capră după ce și-a convins colegii că o capră poate atrage atenția pe Internet în același fel în care o fac și pisicile.
Prototipul folosea Nvidia PhysX și motorul fizic Apex cu fizici ragdoll pentru capră și modelele umane, împreună cu motorul grafic Unreal Engine 3, cu care erau familiarizați din seria Sanctum. Modelele pentru oameni și capră au fost cumpărate, în loc să fie dezvoltate de studio, precum modelul pentru capră care a costat mai puțin de 20$. Prototipul s-a dorit a fi o parodie a altor simulatoare de succes, cum ar fi Euro Truck Simulator. Ibrisagic nu a avut intenția de a-l transforma într-un joc întreg, dorind să ofere prototipul dezvoltatorilor pentru a învăța cum să folosească Unreal Engine.
Videoclipuri cu jocul în stadiul alpha a fost încărcat pe YouTube de către Coffee Stain, fiind vizualizat de mai mult de un milion de persoane în două zile, cu fani cerând lansarea completă a jocului, mai ales datorită glitchurilor prezente în motorul prototipului. Videoclipul a fost preluat și de revista Modern Farmer. Unii jurnaliști au sugerat că jocul va fi dezvoltat în întregime chiar dacă inițial s-a dorit a fi o glumă; editorul GameSpot, Danny O'Dwyer, a susținut lansarea jocului într-o formă completă, menționând că „jocurile mai trebuie să fie și idioate”.
Răspunsul pozitiv venit în urma videoclipului a convins studioul să continue dezvoltarea lui Goat Simulator și să-l lanseze pe Steam, implicând mai mulți oameni în acest scop. Echipa nu a stabilit data lansării, așteptând un publisher mare să acorde fonduri pentru a transforma jocul într-unul de genul Grand Theft Auto, dar în cele din urmă a decis să rămână cu un joc mic, și ieftin, care va urma spiritul jocului arătat în primul videoclip. Recunoscând că glitchurile reprezintă o atracție a jocului, Ibrisagic a reparat buguri care făceau ca jocul să dea crash, păstrând celelalte glitchuri și buguri cauzate de motorul fizic, deoarece acestea erau „cu adevărat comice”. Și-au stabilit un timp scurt de dezvoltare, patru săptămâni, pentru a aduce mai repede jocul la o stare în care să poată fi jucat. Ibrisagic s-a temut inițial că Valve nu va accepta titlul pe Steam. În schimb, Valve a primit titlul cu brațele deschise, răspunzând în glumă că „[managerul de marketing al lui Valve, DJ Powers, a început să poarte un costul de capră pentru a lucra, așa că așteaptă cu nerăbdare acest joc”. Ca parte a lansării, Coffee Stain a adăugat unelte pe Steam Workshop cu care jucătorii să poată modifica jocul, fiind conștient că jucătorii vor dori să creeze niveluri și scenarii în care glitchurile și crashurile vor avea un efect comic. Deși motorul fizic permite redarea spectaculoasă a distrugerii mediului jocului, caracteristică principală a acestuia, Coffe Stain a recunoscut că aceasta vine cu un dezavantaj, și anume „sincronizarea teribilă în multiplayer”. Ei au estimat că adăugarea modului multiplayer ar înlătura „90 la sută din lucruri” și alte caracteristici, astfel că au păstrat jocul doar în modul single player la lansare. Studioul a petrecut câteva luni pentru a termina varianta pentru Windows, alegând să subcontracteze variantele pentru OS X și Linux, cu Ryan Gordon ocupându-se de portare.

### Lansare și promovare
Studioul Coffee Stain a lansat Goat Simulator la nivel mondial la 1 aprilie 2014, fiind conștient de faptul că data coincide cu cea a Zilei păcălelilor, ceea ce ar ridica îndoieli asupra veridicității jocului. Cei care au făcut precomandă prin intermediul site-ului Coffee Stain au putut accesa jocul cu trei zile înainte de lansare. Videoclipul oficial al Goat Simulator este o parodie bazată pe videoclipul teaser, foarte bine primit de critici, al Dead Island, arătând, printre alte secvențe din joc, și filmări cu încetinitorul în care capra se izbește într-o clădire după ce a fost lansată în aer în urma exploziei unei benzinării.
La data de 3 iunie 2014 studioul a lansat un pachet de expansiune gratuit și un patch pentru joc, care pe lângă repararea erorilor care făceau ca jocul să se închidă, au adăugat noi modele de capre, o nouă hartă de explorat bazată pe un oraș la mare cu un carnaval, mai multe buguri, și multiplayer local de până la 4 jucători în split-screen. Ibrisagic crede că adăugarea de suport multiplayer va permite jucătorilor creativi să dezvolte noi moduri de joc care vor mări capacitatea de rejucabilitate a jocului. Patchul a mai adăugat modalități de control prin care capra poate face mai multe trucuri, asemănătoare celor din Tony Hawk's Pro Skater. La 20 noiembrie 2014, studioul a lansat un al doilea patch gratuit, adăugând elemente de parodie din jocuri MMORPG precum World of Warcraft.
Un pachet de expansiune cu plată, intitulat „GoatZ”, a fost lansat la 7 mai 2015, sub forma unui DLC pentru calculator și ca aplicație de sine stătătoare pentru telefoane mobile. Acesta a fost făcut în colaborare cu Gone North Games. „GoatZ” imită mai multe jocuri survival horror, precum DayZ, și include o nouă hartă și aspecte de joc precum lupta cu zombii și crearea de arme. Titlul însuși face referire la DayZ și la fenomenul goatse.cx. La sfârșitul anului 2015 jocul a făcut parte dintr-o campanie de promovare denumită „GoatBread”, prin care jucătorii Goat Simulator puteau alege o felie de pâine ca personaj, în timp ce jocul I am Bread al Bossa Studios a primit un mod „RAMpage” inspirat din Goat Simulator. Un alt pachet, „Super Secret DLC”, a făcut parte dintr-o campanie de promovare a Payday 2 creat de Overkill Software, prin care au fost adăugate detalii inspirate din jocurile Payday. Printre acestea se numără noi personaje jucabile (cămilă, flamingo și un delfin în scaun cu rotile), Payday 2 primind în schimb niveluri inspirate din Goat Simulator. Acestea au fost lansate în ianuarie 2016.
Portarea pentru acest pachet pe OS X și Linux a fost lansată la 27 iunie 2014. După lansarea digitală a jocului, Koch Media a fost de acord să-l distribuie și în formă fizică în magazinele de retail din Regatul Unit și restul Uniunii Europene, începând cu mai 2014. Același lucru l-a dorit și Deep Silver, care a negociat cu Coffe Stain Studios în iulie 2014 în vederea publicării și distribuirii jocului în magazinele nord-americane. La prezentarea Microsoft de la convenția  Gamescom din august 2014, Goat Simulator a fost anunțat ca fiind unul din titlurile care vor apărea pe consola Xbox One, portarea fiind făcută de studiourile Double Eleven. Mai târziu s-a confirmat că jocul va fi lansat și pentru Xbox 360, cu ambele variante fiind lansate la 17 aprilie 2015. La data de 4 martie 2016, Koch Media a mai pus spre vânzare și o variantă pentru Xbox One, care include toate DLC-urile. Coffee Stain Studios a mai lansat portări pentru iOS și Android în septembrie 2014. Variantele de PlayStation 3 și PlayStation 4, de asemenea portate de Double Eleven, au fost lansate la 11 august 2015.

## Recenzii
Goat Simulator a primit recenzii mixte la lansare; jocul are o medie de 62.48% pe GameRankings, bazată pe 25 de recenzii, și 61 din 100 pe Metacritic, bazată pe 39 de recenzii. Goat Simulator a primit o mențiune onorabilă la categoria „Excelență în Audio” la Independent Games Festival 2015.
Dan Whitehead de la Eurogamer a apreciat faptul că studiourile Coffee Stain au reușit să includă destul conținut în Goat Simulator și are potențial de expansiune prin Steam, pentru a dovedi că este mai mult decât un joc glumă, în loc de o diversiune „în care jucătorul este doar un participant activ”. Dan Stapleton de la IGN a considerat jocul ca fiind „o imitație interactivă și inteligentă a tuturor jocurilor cu fizici stricate pe care le-am văzut în jocurile open-world”, și, deși a fost scurt, a avut parte de un joc distractiv. Tim Turi de la Game Informer a menționat că prima oră de joc a fost amuzantă, dar din cauza lipsei de conținut, nu îl „recomandă celor care caută mai mult decât amuzament de care te poți lipsi”. Steve Tilley de la Toronto Sun a descris jocul ca fiind unul în care „mulți jucători vor avea câteva ore de distracție și pe care îl vor mai juca uneori pentru a-și omorî plictiseala„”.
Rich Stanton de la The Guardian a acordat o recenzie negativă lui Goat Simulator, notând faptul că titlul este conștient de calitatea slabă pe care o are, și că crearea și promovarea jocului „demonstrează cum rețelele de socializare și internetul amplifică tendințele noastre delăsătoare”. Andy Kelly de la PC Gamer a criticat și ea jocul, numindu-l „slab, amator și plictisitor”, considerând că popularitatea sa s-a bazat pe publicitate din vorbă în vorbă și că videoclipurile de pe YouTube au fost cele care i-au convins pe jucători să le cumpere.
CEO-ul celor de la Paradox a menționat despre Goat Simulator că noi avem nevoie de „mai mult Goat Simulator și mai puțin Call of Duty” și că „Lumea s-a săturat de explozii și de muzică dubstep. Le-am văzut de un milion de ori până acum.”

## Vânzări
Ibrisagic a declarat că studiourile Coffee Stain și-au recuperat banii folosiți pentru dezvoltare în câteva minute de la lansarea pe Steam. Până în august 2014, studioul a vândut Goat Simulator în aproximativ un milion de copii, mai mult decât toate jocurile create de studio în ultimii patru ani. Varianta de iOS și Android a atins 100.000 de descărcări în șase zile de la lansare. Până la mijlocul lunii ianuarie 2015, s-au vândut peste 2,5 milioane de copii pe toate platformele. În timpul unei prezentări de la GDC 2016, Ibrisagic a dezvăluit faptul că Goat Simulator a avut încasări de peste 12 milioane de dolari, față de Sanctum și Sanctum 2 care au făcut sub 2 milioane fiecare. Datorită succesului avut de Goat Simulator, Coffee Stain Studios a decis să licențieze vânzătorilor produse pe tema jocului.

## Legăturiexterne
- Site web oficial
- Videoclipul jocului Goat Simulator în stadiul Alpha pe canalul oficial de YouTube al CoffeeStainStudios